# 市川愛 (モデル)
市川 愛（いちかわ あい、1992年10月31日 - ）は、日本の女性モデル、レースクイーン、コスプレイヤー。
岐阜県出身。愛称は「あいちゃん」。

## 来歴
【GOODRIDE日本レースクイーン大賞2017】ファイナリスト。

## 人物
趣味はネイルアート、写真現像、旅行、ゲーム。

## レースクイーン歴
- 2017SuperGT500 WAKO'S レースクイーン
- 2017D1GP ロシアプリムリンググランプリ イメージガール
- 2018D1GPイメージガールD-LOVEits
- 2019D1GP VALINO レースクイーン

## 出演

### イベント
- 東京ゲームショウ2017 DMMGAMES モデルCO
- 東京ゲームショウ2018 DMMGAMES モデルCO
- コミックマーケット
- モーターサイクルショー2016 BBB モデルCO
- Kadenz fermata　発売記念イベント
- オペレーションバベル 発売記念イベント
- ファミ通取材コンパニオン
- ライブ＆イベント産業展 ラブ・ラボ
- ニトロプラス「ソニコミ!」発売記念イベント
- MAGES 5pb祭り

- 東京オートサロン2017 K'SPEC モデルCO
- 東京オートサロン2019 AUTOWAY モデルCO
- 東京オートサロン2020 SHIBATA/R31HOUSE モデルCO
- 2017 LGDA夏祭り　レースクイーン
- 2016〜2020 ワンダーフェスティバル Prime1studio モデルCO
- ニコニコ超会議 SANYO